# Bernadette Lépine
Bernadette Lépine est une infirmière canadienne née à Saint-Liguori le 7 août 1903. Elle fut copropriétaire du sanatorium Albert-Prévost (devenu "Institut Albert-Prévost" en 1955), l'un des plus importants centres psychiatriques de la province, vice-présidente de sa corporation et gestionnaire de son école d'infirmière. Elle fut également secrétaire de la revue La Garde-Malade Canadienne-Française. Elle est décédée à l'Hôtel-Dieu de Montréal le 1er février 1964. 

## Jeunesse et formation
Unique fille d'une famille de six enfants, Bernadette Lépine est née à Saint-Liguori en 1903 de François-Xavier Lépine et Esther Caillé. Elle fait ses études primaires au pensionnat du village tenu par les Religieuses de Sainte-Croix, puis ses études secondaires à Montréal, toujours chez les religieuses. Elle s'engage ensuite dans des études d'infirmière à l'hôpital Sainte-Justine. Après deux ans, elle décide de poursuivre sa formation à l'école du Sanatorium Prévost d'où elle sort diplômée en 1925. Elle devient alors garde-malade en service privé. 
Le 11 novembre 1926, elle revient au sanatorium pour seconder Charlotte Tassé alors chargée de gérer l'institution depuis la mort de son fondateur le Dr Albert Prévost des suites d'un accident de voiture. Elle y restera jusqu'à son décès en 1964. 
En 1930, elle part pour New York suivre une formation complémentaire en nursing psychiatrique de six mois au Medical Center. 
Elle n’obtiendra son certificat de l'Association des Infirmières de la province de Québec qu'en 1934 lorsque cette dernière reconnaîtra, avec l'Université de Montréal, l'école du sanatorium. 

## Carrière
Garde-malade au sanatorium, et bras droit de Charlotte Tassé, Bernadette Lépine prend également en charge, à partir de 1934, le secrétariat de la revue La Garde-Malade Canadienne-Française. Pendant les premières années, elle aide financièrement la revue qui connaît des problèmes d'argent. Elle y publiera au total une quinzaine d’articles entre 1939 et 1961.
Elle gère en outre, dès 1926, l'école de gardes-malades du sanatorium, créée en 1919. Elle y agit comme instructrice et surveillante générale et y organise tous les cours. 
En 1945, elle rachète, avec garde Tassé, le sanatorium qui connaît d'importantes difficultés financières et devient vice-présidente de sa corporation et de son conseil d'administration. 
Au cours des années 1950, elle multiplie les voyages d'étude, en Europe et aux États-Unis, afin de rencontrer des psychiatres (comme Henri Ey) et de visiter des institutions (dont la clinique Menninger à Topeka et le Boston State Hospital). 
En 1962, elle se fait écarter de la direction de l’Institut Albert-Prévost par la commission Régnier, mise en place par le gouvernement Lesage afin de régler le conflit entre les psychiatres, menés par Camille Laurin, et les infirmières de l’institution. Elle ne pourra pas en connaître l'issue car elle meurt le 1er février 1964, quelques mois seulement avant la remise du rapport.
À la suite de son décès, le Bulletin de l'Association des Hôpitaux Catholiques du Canada lui consacre un encart, la qualifiant de "femme au grand cœur, infirmière compétente, administratrice clairvoyante et courageuse". En avril 1964, Les Cahiers du nursing lui consacre un numéro hommage.

## Sources complémentaires
- Les cahiers du nursing, avril 1964.
- Dossier Bernadette Lépine, BAnQ.
- Charlotte Tassé et l'Institut Albert-Prévost : l’œuvre d'une femme de tête [archive] (BAnQ)
- Alexandre Klein, « Charlotte Tassé et Bernadette Lépine, fondatrices à part entière de l’Institut Albert-Prévost », Santé mentale au Québec, Volume XLIV, numéro 2, Automne 2019, p. 39-52 [lire en ligne]
- Alexandre Klein, « Charlotte Tassé (1893-1974), infatigable promotrice du modèle de la garde-malade canadienne-française», Recherches en soins infirmiers, 2018/3, 134, p. 78-93 lire en ligne.
- René Desgroseilliers, "L’histoire de la psychanalyse à Albert-Prévost", Filigrane, volume 10, numéro 1, printemps 2001.